# Levi Leipheimer

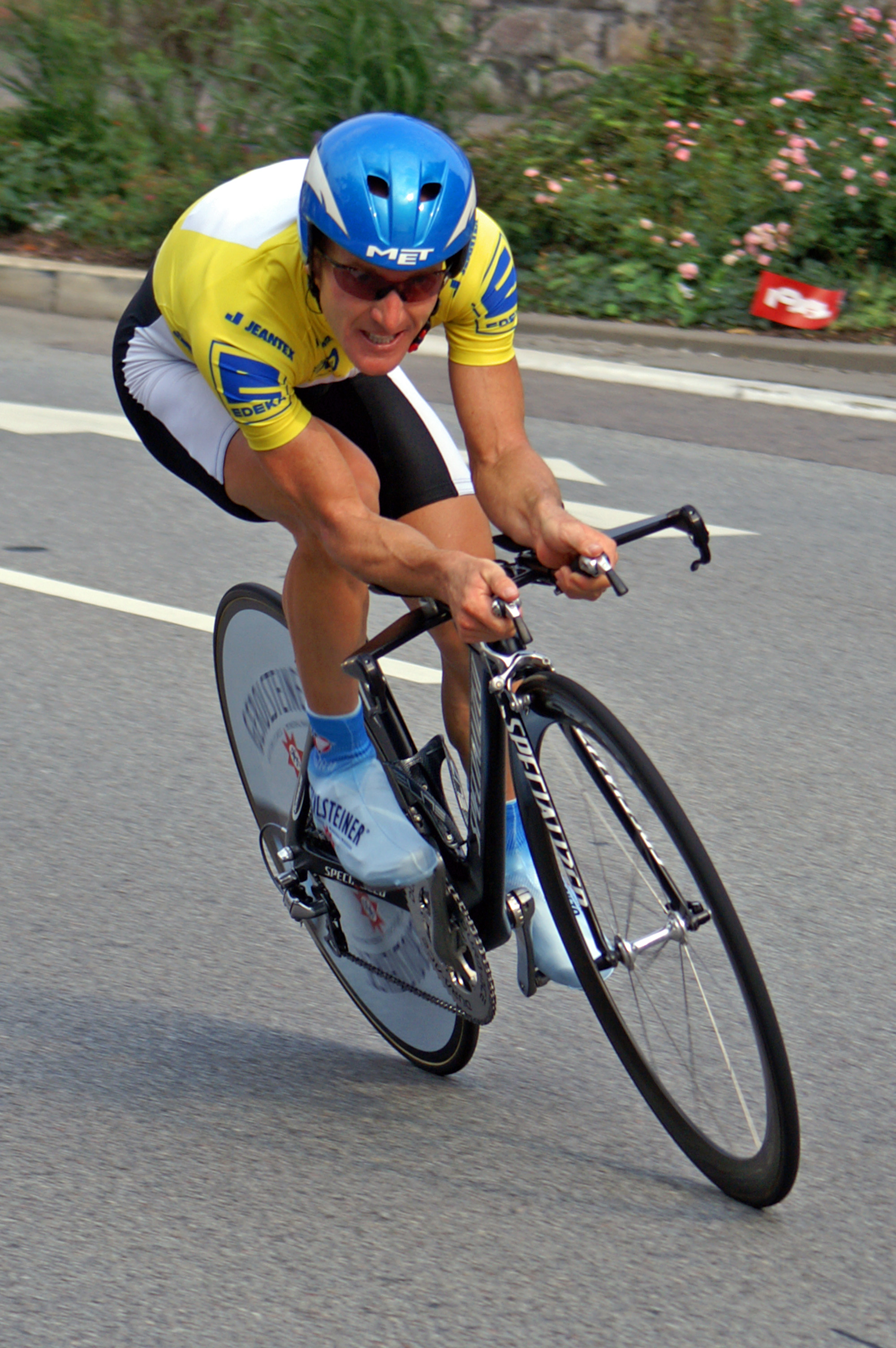
Levi Leipheimer, Deutschland Tour 2005.

Levi Leipheimer, född 24 oktober 1973 i Butte, Montana, är en amerikansk professionell tävlingscyklist som tävlar för Omega Pharma-Quick Step.
Leipheimers största meriter är segrar i 2006 års Dauphiné Libéré och 2005 års Tyskland runt, samt en tredje plats totalt i Vuelta a España 2001 och i Tour de France 2007. Förutom tredjeplatsen i det franska etapploppet har han också tagit två andra topp-tio placeringar i tävlingen. Han bor i Santa Rosa i Kalifornien och i Gerona, Spanien. 

## Karriär
Levi Leipheimer åkte skidor mellan 12 och 19 års ålder, men började cykla 1987 som träning inför en störtloppstävling och snart bytte han sport. Leipheimer blev professionell med cykelstallet Saturn 1998 och vann det amerikanska nationsmästerskapets tempolopp 1999, vilket ledde till att det amerikanska stallet U.S. Postal Service bad honom att komma och tävla för dem, vilket han också gjorde i två år. Det var i det amerikanska stallet som genombrottet kom när Leipheimer slutade på tredje plats i Vuelta a España 2001. 
Året därpå fick Leipheimer en ny arbetsgivare när han valde att tävla för det nederländska stallet Rabobank, eftersom de önskade sig en ledare till Tour de France. Under deras ledning blev han den näst högst placerade amerikanen på Tour de France, på åttonde respektive nionde plats, i tävlingen 2002 och 2004. Han blev dock tvungen att avbryta Tour de France 2003 sedan han fått en fraktur på lårbenet efter en massvurpa på första etappen. 
Under Sommar-OS i Aten 2004 tävlade Leipheimer för USA i linjeloppet men avslutade inte tävlingen.
Inför tävlingssäsongen 2005 blev han anställd av det tyska UCI ProTour-stallet Gerolsteiner under två år och samma år, i augusti 2005, vann Leipheimer Tyskland runt sammanlagt, 31 sekunder före tysken Jan Ullrich. 
Leipheimer slutade trea sammanlagt i Tour de France 2007 bakom spanjoren Alberto Contador och australiensaren Cadel Evans. Innan det franska etapploppet hade han också vunnit de amerikanska landsvägsmästerskapen framför dåvarande stallkamraten och landsvägsmästaren från 2006, George Hincapie.
När säsongen 2007 närmade sig kontrakterades han av sitt forna lag Discovery Channel Pro Cycling Team, tidigare U.S. Postal Service, men när stallet lade ner vid säsongens slut följde han med Discovery Channel Pro Cycling Teams sportdirektör Johan Bruyneel till Astana Team. Med sitt nya stall deltog han i Tour of California 2008 och vann där den femte etappen, ett individuellt tempolopp. Han behöll därefter den guldfärgade ledartröjan, som han hade fått redan efter den tredje etappen, till slutet. Leipheimer segrade i Tour of California 49 sekunder framför skotten David Millar.

### 2008
Under säsongen 2008 slutade Leipheimer också trea på Tour of Georgia efter vitryssen Kanstantsin Siŭtsoŭ och australiensaren Trent Lowe. Leipheimer slutade också tvåa och trea på etapp 4 respektive 6 under tävlingen. I mars slutade han tvåa på etapp 1 av Vuelta Castilla y Leon efter Alberto Contador.
I juni vann Levi Leipheimer prologen på Dauphiné Libéré före Thor Hushovd och fick därmed bära den gula ledartröjan på första etappen. Han vann också etapp 3 av den amerikanska tävlingen Cascade Cycling Classic. I slutet av tävlingen stod de klart att amerikanen hade vunnit Cascade Cycling Classic.
Levi Leipheimer vann en bronsmedalj i tempolopp under de Olympiska sommarspelen 2008 i Peking efter Fabian Cancellara och Gustav Larsson. Två veckor senare vann amerikanen Clasica a los Puertos före sin stallkamrat i Astana Team, Alberto Contador.
Leipheimer vann senare etapp 5, ett individuellt tempolopp, på Vuelta a España i september 2008 framför bland andra Sylvain Chavanel och Manuel Quinziato. Han vann också etapp 20, ett individuellt tempolopp, på tävlingen.

### 2009
I februari 2009 slutade Leipheimer tvåa på prologen av Tour of California bakom Fabian Cancellara. Två dagar senare slutade han tvåa på etapp 2 bakom sin landsman Thomas Peterson. Leipheimer vann tempoloppet på etapp 6 framför David Zabriskie och Gustav Larsson senare under tävlingen. Leipheimer tog sedan hem hela slutsegern i Tour of California.
I mars vann Leipheimer etapp 2 av Vuelta a Castilla y León framför stallkamraten Alberto Contador och Garmin-Slipstreams David Zabriskie. Etappsegern ledde honom till ledartröjan som han behöll till slutet då han stod som slutsegrare framför Contador och Zabriskie.
Leipheimer vann etapp 2 av den amerikanska tävlingen Sea Otter i april 2009. Några veckor senare vann han etapp 1 och 3 av Tour of the Gila, en tävling som han sedan vann. Under Giro d'Italia 2009 slutade han tvåa på etapp 12, ett tufft tempolopp, bakom ryssen Denis Mensjov. I juni slutade han på tredje plats på Nevada City Classic bakom Lance Armstrong och Ben Jacques-Maynes.
Senare under säsongen deltog Levi Leipheimer i Tour de France 2009. Han låg på fjärde plats i sammandraget när han under etapp 12 bröt handleden och var tvungen att avbryta tävlingen. Innan han var tvungen att lämna var han med och tog hem segern för Astana Team på lagtempoetappen. 
I mitten av september körde han Tour of Missouri 2009 och slutade femma på etapp 5, ett tempolopp, bakom David Zabriskie, Gustav Larsson, Tom Zirbel och Marco Pinotti. Leipheimer slutade tävlingen på sjätte plats bakom David Zabriskie, Gustav Larsson, Marco Pinotti, Tom Zirbel och Dario Cataldo.

## Stall
- F.S. Maestro-Frigas 1995
- Comptel Data System 1997
- Saturn 1998–1999
- U.S. Postal Service 2000–2001
- Rabobank 2002–2004
- Gerolsteiner 2005–2006
- Discovery Channel Pro Cycling Team 2007
- Astana Team 2008–2009
- Team RadioShack 2010–2011
- Omega Pharma-Quick Step 2012–